# Стрибки з трампліна на зимових Олімпійських іграх 2006
Змагання зі стрибків з трампліна на зимових Олімпійських іграх 2006 тривали з 11 до 20 лютого в Праджелато (Італія). Розіграно три комплекти нагород.

## Чемпіони та призери

### Таблиця медалей
| Місце              | Країна             | Золото | Срібло | Бронза | Загалом |
| ------------------ | ------------------ | ------ | ------ | ------ | ------- |
| 1                  | Австрія (AUT)      | 2      | 1      | 0      | 3       |
| 2                  | Норвегія (NOR)     | 1      | 0      | 3      | 4       |
| 3                  | Фінляндія (FIN)    | 0      | 2      | 0      | 2       |
| Загалом (3 збірні) | Загалом (3 збірні) | 3      | 3      | 3      | 9       |

### Види програми
| Дисципліна                                 | Золото                                                                       | Золото | Срібло                                                               | Срібло | Бронза                                                                             | Бронза |
| ------------------------------------------ | ---------------------------------------------------------------------------- | ------ | -------------------------------------------------------------------- | ------ | ---------------------------------------------------------------------------------- | ------ |
| Особиста першість на нормальному трампліні | Ларс Бюстель · Норвегія                                                      | 266.5  | Матті Хаутамякі · Фінляндія                                          | 265.5  | Руар Льєкельсей · Норвегія                                                         | 264.5  |
| Особиста першість на великому трампліні    | Томас Моргенштерн · Австрія                                                  | 276.9  | Андреас Кофлер · Австрія                                             | 276.8  | Ларс Бюстель · Норвегія                                                            | 250.7  |
| Командна першість на великому трампліні    | Австрія (AUT) Андреас Відгельцль Андреас Кофлер Мартін Кох Томас Моргенштерн | 984.0  | Фінляндія (FIN) Тамі Кіуру Янне Хаппонен Янне Ахонен Матті Хаутамякі | 976.6  | Норвегія (NOR) Ларс Бюстель Б'єрн Ейнар Ромерен Томмі Інґебріґтсен Руар Льєкельсей | 950.1  |

## Країни-учасниці
У змаганнях зі стрибків з трампліна на Олімпійських іграх у Турині взяли участь спортсмени 22-х країн.
- Австрія (4)
- Білорусь (2)
- Болгарія (2)
- Канада (4)
- Китай (4)
- Чехія (5)
- Естонія (2)
- Фінляндія (5)
- Німеччина (5)
- Італія (4)
- Японія (5)
- Казахстан (4)
- Південна Корея (4)
- Норвегія (5)
- Польща (5)
- Росія (4)
- Словаччина (1)
- Словенія (4)
- Швейцарія (4)
- Україна (1)
- США (5)